# شست نینتندو

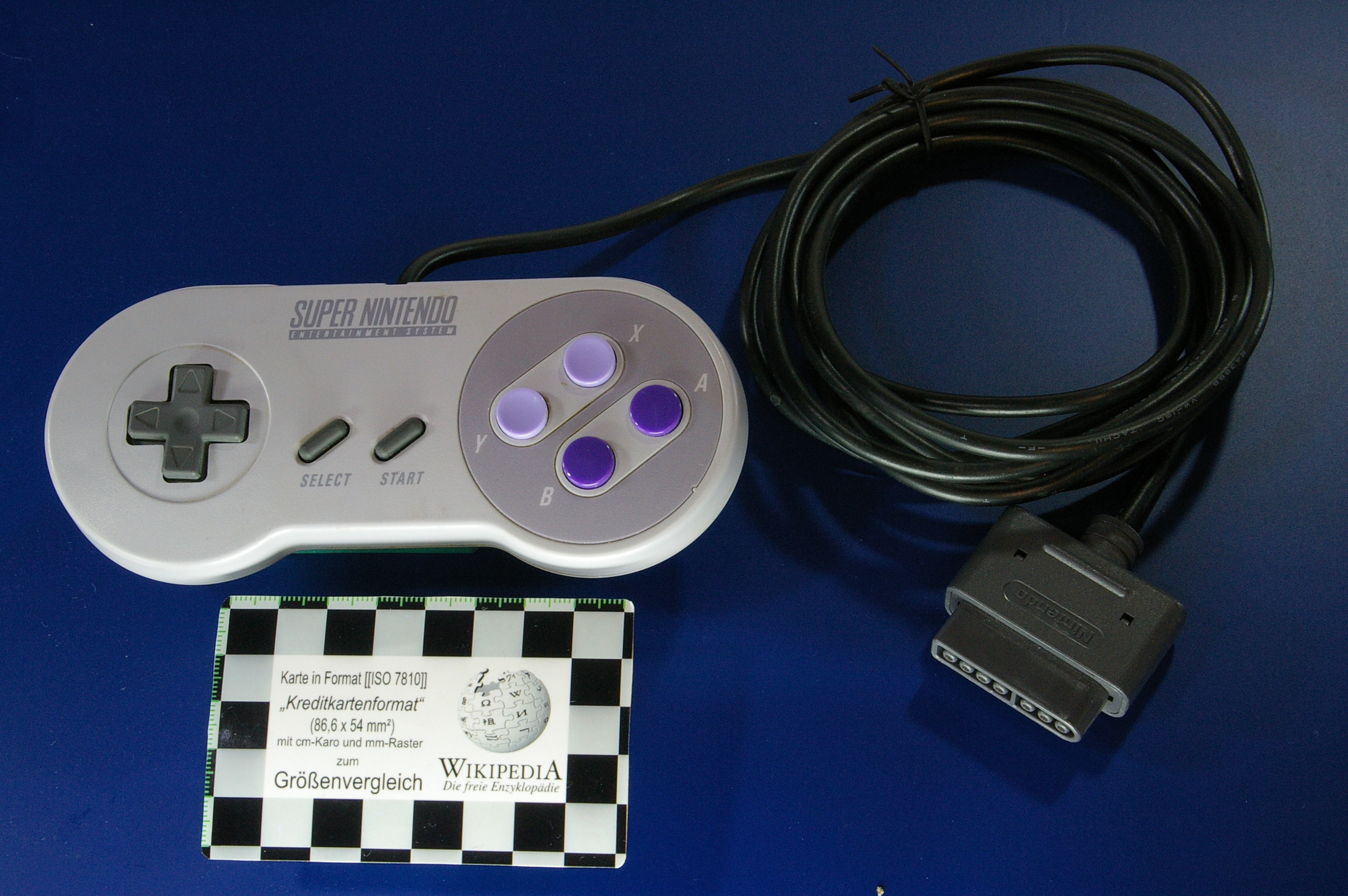
کنترلر سنتی نینتندو که باعث اولین موارد آسیب شست نینتندو شد.

شست نینتندو (به انگلیسی: Nintendo thumb) که به نام شست گیمر و نام‌های مشابه نیز شناخته می‌شود، نوعی آسیب فشاری تکراری (RSI) است که اولین بار در اثر بازی کردن بیش از حد با کنترل‌کننده سنتی نینتندو ایجاد می‌شود. این آسیب عمدتاً به دلیل حرکات مکرر انگشت شست در حین انجام بازی‌های ویدیویی رخ می‌دهد. علائم عبارتند از تاول زدن، پارستزی (احساس خواب رفتگی، سوزن سوزن شدن یا سوزش در پوست)، و تورم انگشت شست، اگرچه هر انگشتی ممکن است تحت تأثیر قرار گیرد. این صدمه می‌تواند منجر به استرس بر روی تاندون‌ها، اعصاب و رباط‌های دست شود، و بیشتر به اپی کندیلیت جانبی ("آرنج تنیس بازان")، تاندونیت (تورم شدید تاندون)، بورسیت (التهاب کیسه پر از مایع اطراف مفاصل)، و سندرم تونل کارپال (فشرده شدن عصب میانی در مچ دست) منجر شود. آسیب‌های مشابهی ممکن است حین بازی کردن با سیستم‌های بازی دیگر مانند پلی استیشن نیز رخ دهد. توصیه کلی برای درمان، استراحت و پرهیز کردن از بازی با انگشت آسیب دیده (معمولاً انگشت شست) برای چند روز است. در موارد شدیدتر و دردناک تر، استفاده از NSAIDها نیز توصیه می‌شود.
آسیب‌های کلی و بعضاً شدید دیگری در شانه، زانو و تاندون آشیل نیز در اثر بازی دستگاه نینتندو ویی(Nintendo Wii) ایجاد شده‌اند. برخی از علائم تحت سندرم De Quervain (تخریب تاندون‌هایی که حرکت انگشت شست را کنترل می‌کنند) توضیح داده شده‌است.

## پیش زمینه
در اواخر دهه ۱۹۷۰ و اوایل دهه ۱۹۸۰ گزارش‌هایی در مورد آسیب دیدگی بر اثر بازی مکرر با دستگاه آتاری ۲۶۰۰منتشر شد. اغلب این آسیب‌ها شامل درد یا محدودیت دامنه حرکتی در مچ دست بودند. شست نینتندو به‌طور خاص اولین بار پس از انتشار کنسول‌های قابل حمل نینتندو، و گزارش‌های متعدد از آسیب‌های فشاری تکراری، عمدتاً در کودکان، در سال ۱۹۸۹ برجسته شد. بعداً، کنترلرهای سونی پلی‌استیشن ۱ و پلی‌استیشن ۲ به‌عنوان دیگر عوامل ایجاد این عارضه شناخته شدند.

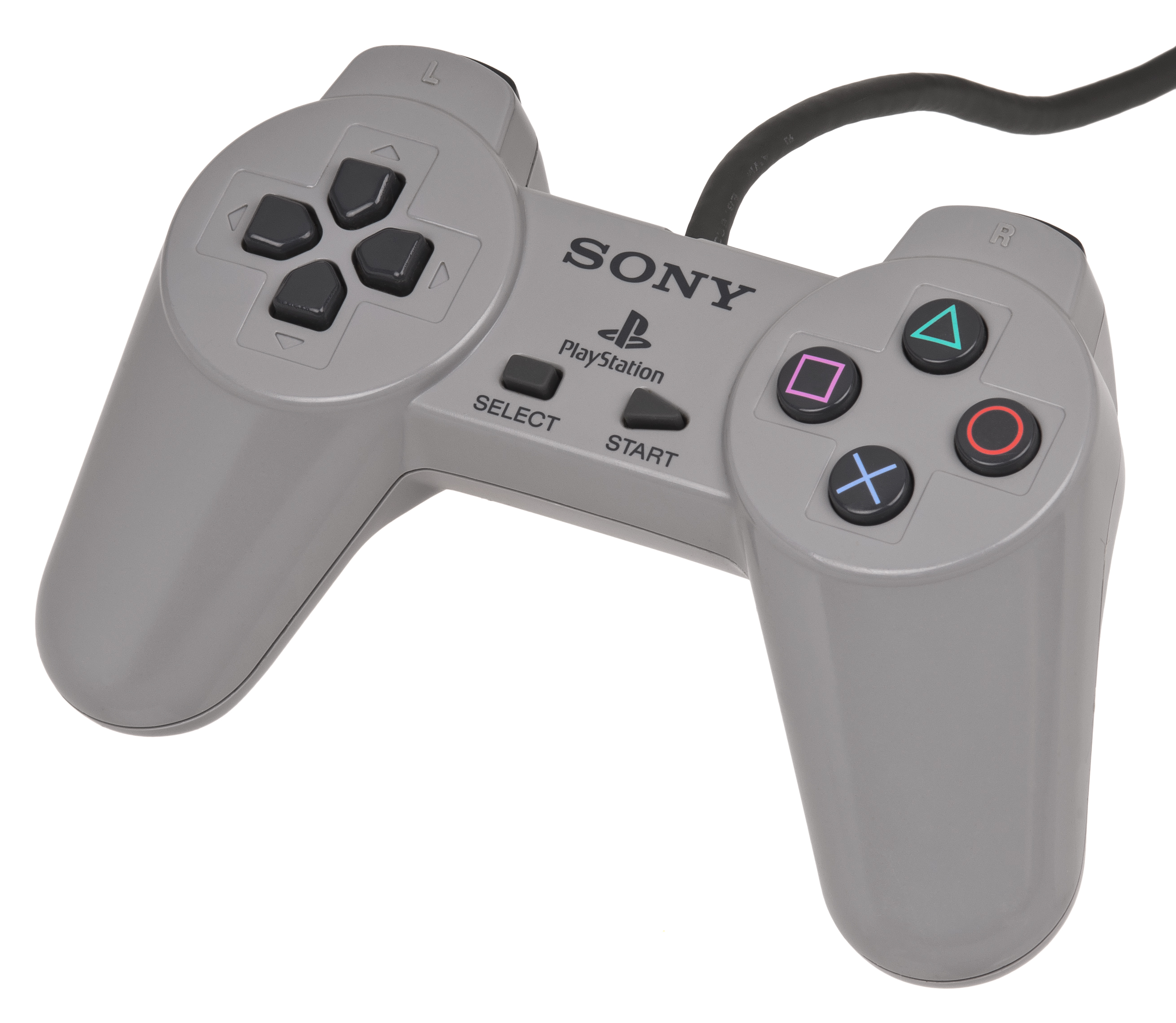
حرکت مکرر انگشت شست یا دیگر انگشتان روی دسته‌های پلی استیشن سونی می‌تواند باعث آسیب مشابه شست نینتندو شود.

در سال ۱۹۸۷، پسری ۱۱ ساله در حالی به بیمارستان کودکان فیلادلفیا مراجعه کرد که از گرفتگی، خم شدن انگشت خود و ناتوانی در بازگرداندن آن به حالت اولیه شکایت داشت. پس از بررسی‌های پزشکی مشخص شد که او از همین انگشت، روزانه تا حدود ۶ ساعت مداوم، برای بازی با جوی استیک بازی ویدیویی (بدون ذکر نام تجاری) استفاده می‌کرده‌است. سایر انگشت‌ها که برای بازی با جوی استیک استفاده نشده بودند، دچار این آسیب نشدند. برای درمان این فرد از داروهای ضد التهابی و استراحت کامل دست استفاده شد.
اولین رخداد عارضهٔ شست نینتندو در ۱۷ می ۱۹۹۰ منتشر شد، زمانی که یک زن ۳۵ ساله برای اولین بار یک بازی ویدیویی نینتندو را بازی کرد. او به مدت پنج ساعت بدون وقفه با دستگاه نینتندو خود بازی کرد و روز بعد، درد شدیدی را در انگشت شست دست راست، که از آن برای فشار دادن مکرر دکمه‌ای روی کنسول بازی ویدیویی استفاده کرده بود، تجربه کرد.
در ژانویه ۱۹۹۱، زمانی که دکتر جیمز کازانووا، یک پسر بچه ۸ ساله را برای درد در انگشت شست خود معاینه می‌کرد، این عارضه را "Nintendinitis" نامید. این درد در حالی رخ داد که این پسر ۸ ساله هیچ سابقه مصدومیت یا بیماری قبلی در آن انگشت را نداشت و خم کردن انگشت شست در هنگام بازی ویدیویی نینتندو، تنها دلیل ممکن برای درد او بود.
افراد بزرگسالی که از کنترلرهای جایگزین، مانند کنترل از راه دور Nintendo Wii، استفاده کردند نیز مصدومیت‌های مشابهی را تجربه کردند. به‌طور کلی، به دلیل شکل، اندازه و استفاده گسترده از کنترلرها، این دسته از مصدومیتها می‌تواند برای کاربران هر مدل دسته بازی یا جوی استیک رخ دهد. همچنین مشکلات مشابهی (معروف به texter's thumb) در خصوص استفاده از تلفن‌های همراه و پیام‌های متنی مشاهده شده‌است (به Blackberry thumb مراجعه کنید).
گزارش‌های مربوط به شست نینتندو پس از عرضه کنسول نینتندو ۶۴ به بازار در سال ۱۹۹۷ کاهش یافت. اما نینتندو ۶۴ حاوی جوی استیکی بود که خود باعث آسیب‌های مشابه در کف دست به نام «نینتندینیت اولسراتیو» شد.
مشخصا حرکاتی که هم شتاب و هم نیرو دارند در صورت انجام مکرر می‌توانند منجر به آسیب هم در اندام‌های بزرگ مانند پاها و بازوها و هم در اندام‌های کوچک مانند مچ دست و انگشتان شوند. دستورالعمل‌های کاربردی، استفادهٔ درست از بازی‌های الکترونیکی توسط کودکان را در گرو به حداقل رساندن استفاده از بازی‌های الکترونیکی که نیازمند حرکات مکرر است، می‌داند. علاوه بر این، اقدامات پیشگیرانه می‌تواند شامل گرم کردن مچ دست قبل از بازی و حرکات کششی در طول بازی باشد. این رویکردهای پیشگیرانه اهمیت ویژه‌ای دارند، زیرا شواهد نشان می‌دهد که افزایش زمان بازی ویدیویی خطر رخداد این مصدومیتها را افزایش می‌دهد. در اوایل سال ۲۰۰۰، نینتندو آمریکا پس از دریافت ۹۰ گزارش در مورد آسیب‌دیدگی دست، دستکش‌های محافظ را برای کاربران خود فراهم کرد. همچنین دستگاه‌های جدیدتر نینتندو پیام‌هایی را در طول بازی ارائه می‌دهند تا به بازیکنان یادآوری کند که استراحت کنند.
درد و ناراحتی ناشی از این آسیب معمولاً موقتی است و درمان توصیه شده شامل خودداری از انجام بازی‌های ویدیویی برای چند روز است. چند گزارش منتشر شده از افرادی که دچار شست نینتندو بودند نشان می‌دهد که درد و ناراحتی آنها با توقف استفاده از بازی‌های ویدیویی برطرف شده‌است. استفاده از داروهای ضدالتهابی غیراستروئیدی مانند ایبوپروفن برای تسکین التهاب ناشی از RSI یکی دیگر از گزینه‌های درمانی است.

## سایر آسیب‌های مرتبط

### چندی از موارد گزارش شده
اگرچه به‌طور کلی اغلب کنسول‌های بازی ویدیویی و کنترل از راه دور به سمت یک رویکرد ارگونومیک تر حرکت کرده‌اند، شرکت نینتندو با افزایش صدمات ناشی از یکی از کنسولهای خود به نام Nintendo Wii مواجه شده‌است. این صدمات اغلب به دلیل سبک جدید بازیهای Nintendo Wii است که شامل فعالیت فیزیکی بیشتر کاربر است. پس از عرضه این کنسول در سال ۲۰۰۶، اولین گزارش جراحت مربوط به آسیب دیدگی پاشنه آشیل مردی ۴۶ ساله بود. بازی از فرد مصدوم درخواست دویدن آهسته کرده بود و فرد حین انجام این درخواست دچار پارگی تاندون آشیل شد.

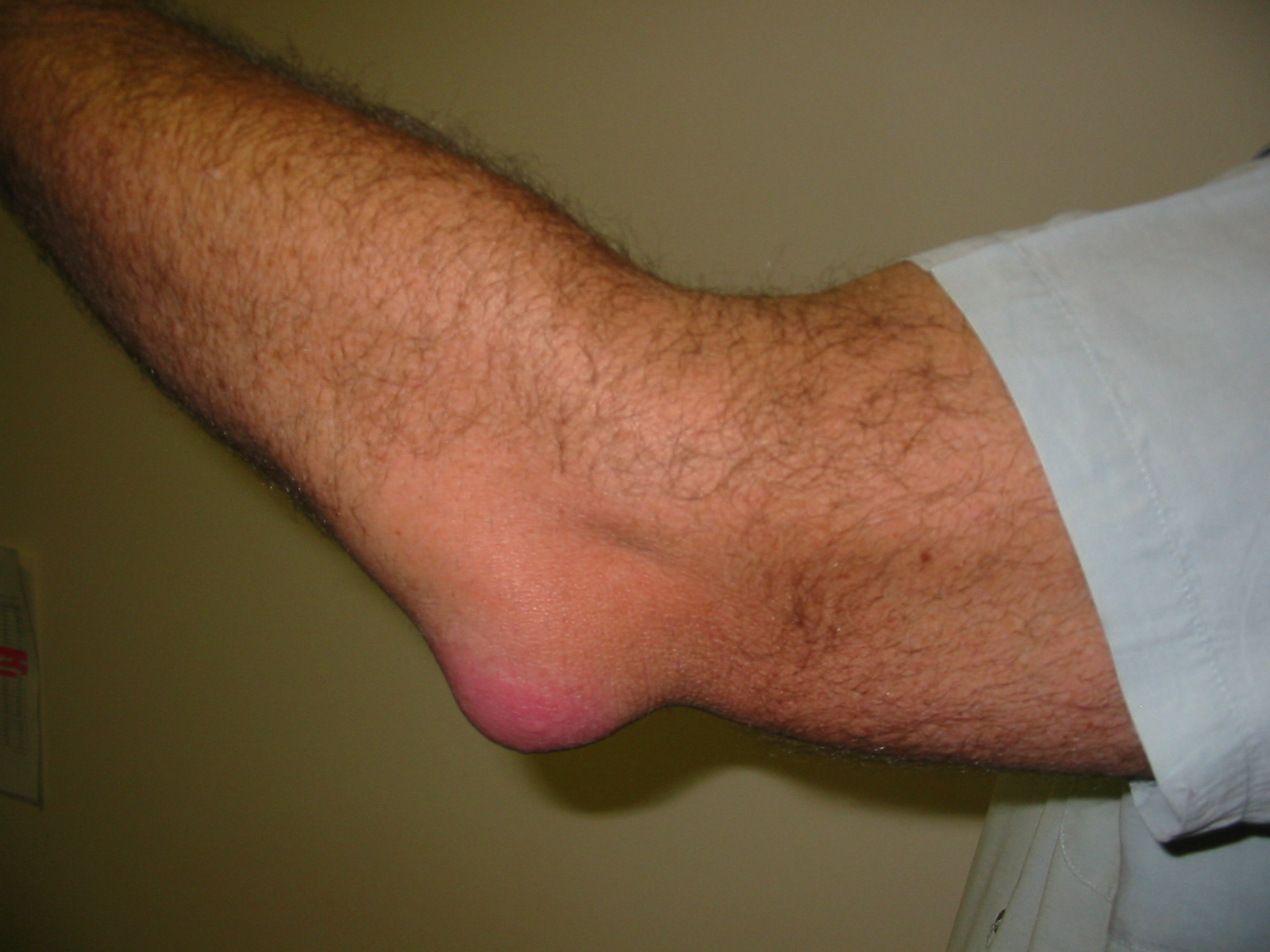
بورسیت در آرنج یک آسیب شایع مرتبط با Wii است

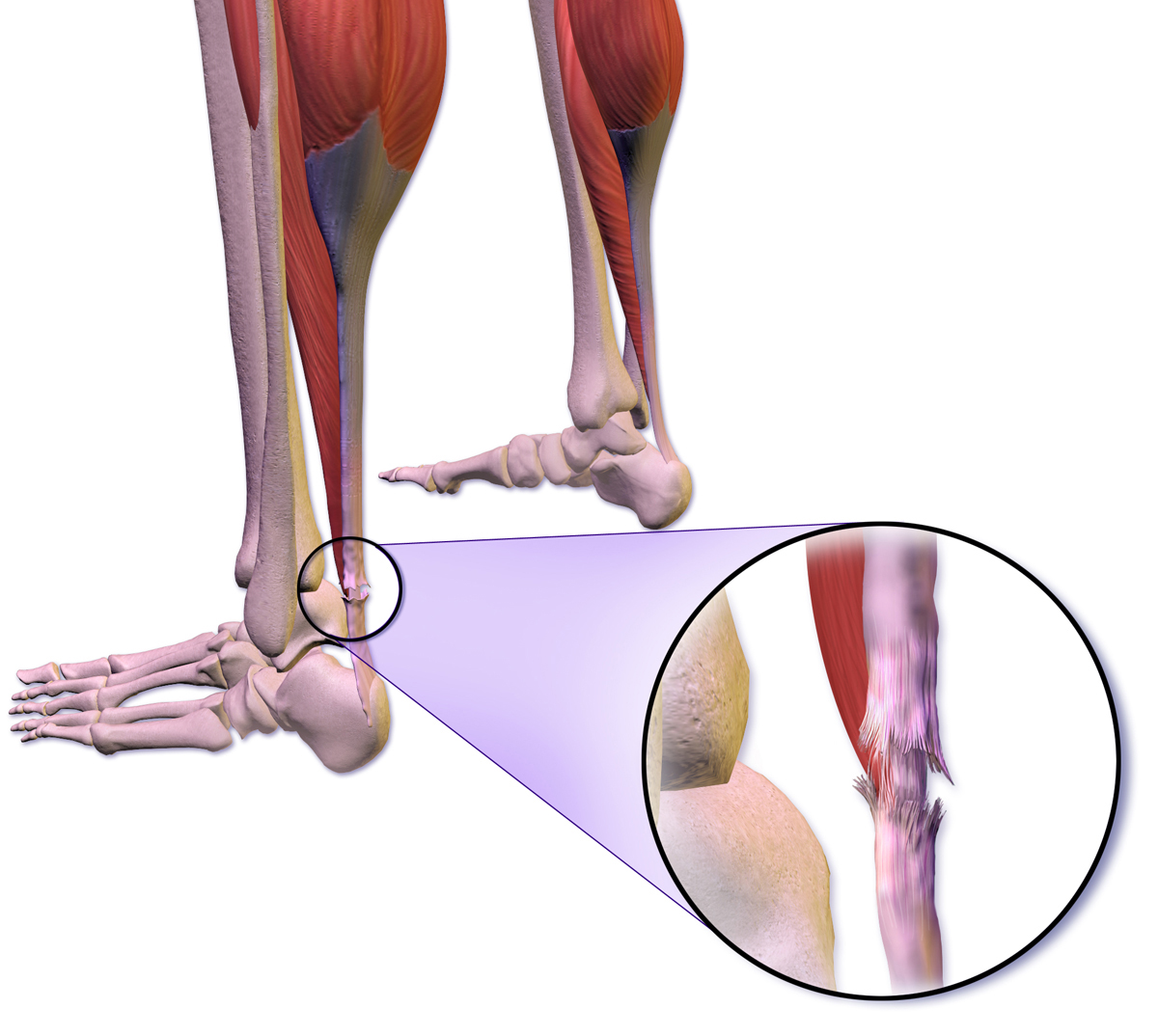
پارگی تاندون آشیل

اگرچه فضای بازی فضایی مجازی است، اما آسیب‌های آن بسیار واقعی هستند و شبیه آسیب‌هایی هستند که در ورزش‌کاران به آن دچار می‌شوند. اولین آسیب در ناحیهٔ گردن در سال ۲۰۰۹ گزارش شد. یک مرد ۳۸ ساله کنترل از راه دور بازی خود را با شدتی تکان داد که مجبور شد به بخش اورژانس بیمارستان مراجعه کند. این آسیب به دلیل اینکه فیزیوتراپی قادر به رفع علائم فرد نبود با یک جراحی جزئی برطرف شد. علاوه بر این، یک زن ۴۴ ساله برای بهبود ناپایداری زانوی خود به دلیل پارگی رباط صلیبی قدامی (ACL) در حین بازی Wii Sports نیاز به جراحی پیدا کرد. انجام ۶ ماه فیزیوتراپی برای درمان او ناموفق بود.
در سال ۲۰۰۴، The Lancet گزارشی را منتشر کرد که در آن، استفادهٔ مکرر از کنترلر Playstation 2 باعث به وجود آمدن تاول روی انگشت شست فرد بازی کننده شد. نویسنده این وضعیت را "PS2 thumb" نامید. در حالی که این وضعیت به‌طور مشابه با نینتندو نامگذاری شده‌است اما، دلیل یکسانی ندارند. انگشت شست پلی استیشن (PS2 thumb) در اثر اصطکاک ایجاد می‌شود و روی پوست تأثیر می‌گذارد (اگرچه علائم مرتبط می‌تواند شامل درد و سفتی در دست‌ها، شانه‌ها و گردن باشد)، در حالی که انگشت شست نینتندو در اثر آسیب به تاندون ایجاد می‌شود.

### شکل‌های مختلف Wii-itis
Wii-itis یک اصطلاح کلی است که برای هر بیماری التهابی یا آسیب ناشی از بازی با کنسول Wii استفاده می‌شود. این آسیب‌ها به چهار دسته اصلی طبقه‌بندی می‌شوند: تاندیوپاتی، بورسیت (التهاب کیسه‌های پر از مایع اطراف مفاصل)، آنتزیت («التهاب محل‌هایی که تاندون‌ها و رباط‌ها به استخوان متصل می‌شوند»)، و اپی‌کندیلیت (تخریب منشأ یکی از تاندون‌های ساعد به دلیل استفاده بیش از حد از یک عضله بازکننده).
اشکال رایج آسیب‌های مربوط به Wii عبارتند از:

#### زانوی ویی (Wii knee)
Wii knee صدمات مربوط به زانو را توصیف می‌کند که هنگام بازی با کنسول Wii اتفاق می‌افتد. بر اساس گزارشی در سال ۲۰۰۸، زانوی پسری ۱۶ ساله هنگام بازی Wii پیچ خورد و روی زمین افتاد که باعث دررفتگی کشکک جانبی شد. درمان مصدومیت او نیاز به جراحی داشت و او به خوبی بهبود یافت. این آسیب می‌تواند باعث شکستگی استخوان، پارگی تاندون‌ها، و آسیب منیسک شود.

#### شانهٔ ویی (Wii shoulder)
شانهٔ ویی، درد در شانه و اندام فوقانی است که اغلب به دلیل انجام بازی‌هایی مانند تنیس Wii یا بولینگ یه وجود می‌آید. گزارشی از یک مرد ۲۲ ساله که پس از انجام یک بازی بولینگ در Wii دست چپ خود را مجروح کرد در سال ۲۰۰۸ منتشر شد. این آسیب منجر به درد و تورم شد.

#### آشیل وییتیس (Achilles Wii-itis)
بر اساس گزارشی، آسیب‌های تاندون آشیل می‌تواند با درجات مختلفی از شدت در حین بازی Wii رخ دهد. این آسیب‌ها ممکن است شامل پارگی جزئی یا پارگی کامل تاندون آشیل باشد. پارگی کامل تاندون نیاز به جراحی دارد، در حالی که پارگی‌های جزئی را می‌توان با درمان‌های غیرجراحی مانند فیزیوتراپی و استفاده از داروهای ضدالتهاب غیراستروئیدی درمان کرد در سال ۲۰۰۹، گزارشی منتشر شد که در آن زنی ۴۲ ساله که دچار پارگی تاندون بود، توصیف شد. تاندون آشیل بعد از کشش پایش روی برد Wii Fit ایجاد شد.
- مشکلات سلامتی مرتبط با بازی‌های ویدیویی
- شست شاه توت
- آرنج تنیس بازان
- آرنج گلف باز